# Gelbbrust-Kubasänger
Der Gelbbrust-Kubasänger (Teretistris fornsi), auch Forns-Waldsänger genannt, ist ein kleiner Singvogel aus der Gattung Teretistris in der Familie Teretistridae. Das Verbreitungsgebiet befindet sich im Osten von Kuba. Von der IUCN wird diese Art als „nicht gefährdet“ (least Concern) geführt.  

## Merkmale

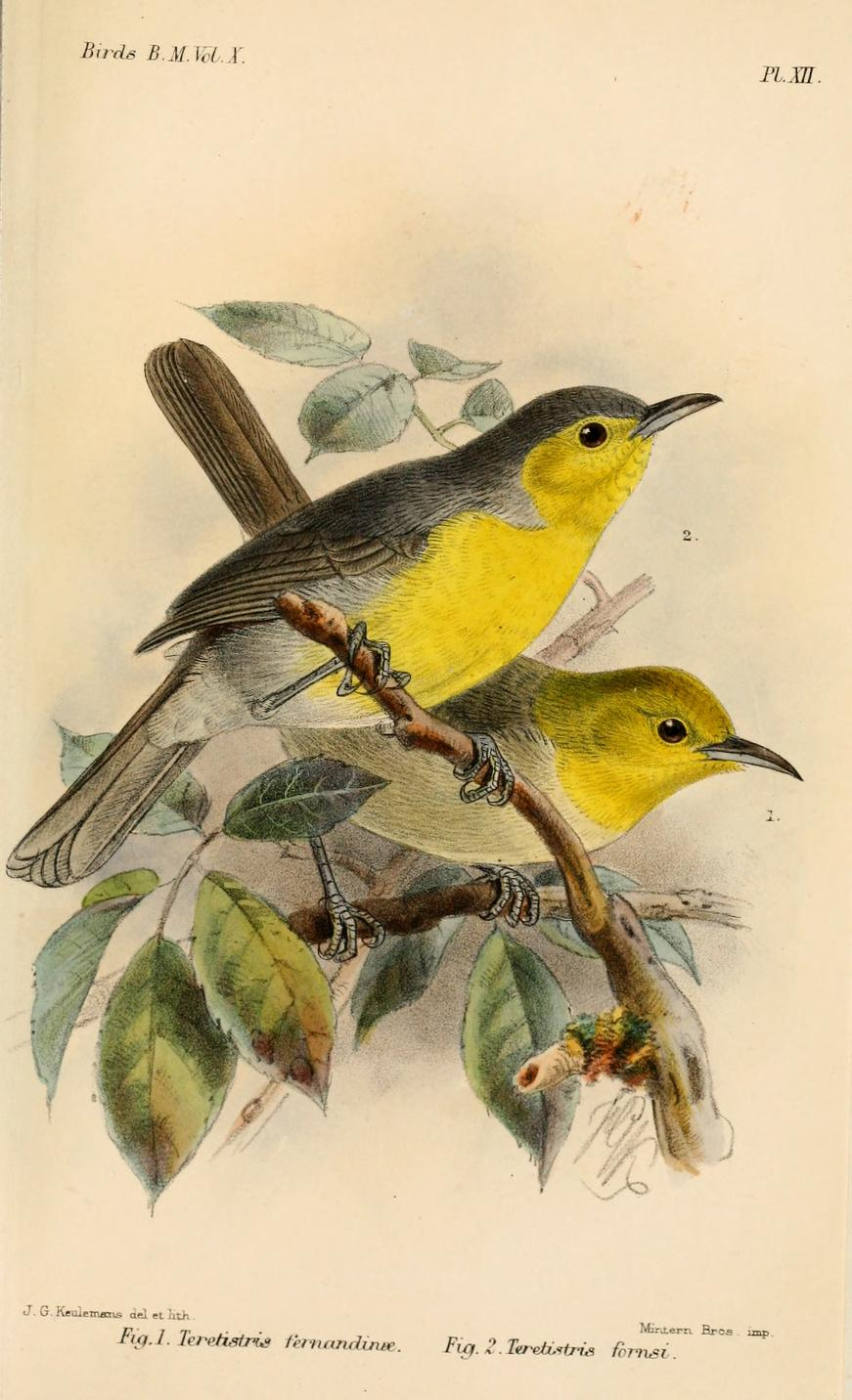
Gelbbrust-Kubasänger, Illustration

Gelbbrust-Kubasänger erreichen eine Körperlänge von 13 Zentimetern. Die Flügellänge beträgt beim Männchen 5 bis 6 Zentimeter, beim Weibchen 5,3 bis 5,8 Zentimeter. Adulte Forns-Waldsänger und Jungvögel ab dem ersten Jahr haben ein mittelgraues Kronen-, Nacken-, Nackenseiten- und Oberseitengefieder mit einer schwachen oliv-braunen Tönung. Die Flügel sind schwärzlich-grau mit mittelgrauen Federrändern. Ebenfalls schwärzlich-grau sind der Schwanz mit mittelgrauen Federrändern. Die Zügel und Ohrdecken sowie die Kehle, Brust und obere Bauchpartie sind gelb; etwas blasser gelb am unteren Bauchbereich. Der Augenring ist gelber und hebt sich deutlich hervor. Die hinteren Flanken sind grau, die Unterschwanzdecken gräulich-weiß. Der schwärzlich-graue Schnabel ist etwas länger als bei der nah verwandten Art Gelbkopf-Waldsänger (Teretistris fernandinae). Die Beine sind bläulich-grau.

## Vorkommen

Verbreitungsgebiet des Gelbbrust-Kubasängers (grün)

Gelbbrust-Kubasänger kommen in allen Waldtypen mit viel Unterholz und in Buschdickichte im Osten des Inselstaates Kuba vor, ab Seehöhe bis in die Bergregionen. 